# Eva Nordmark

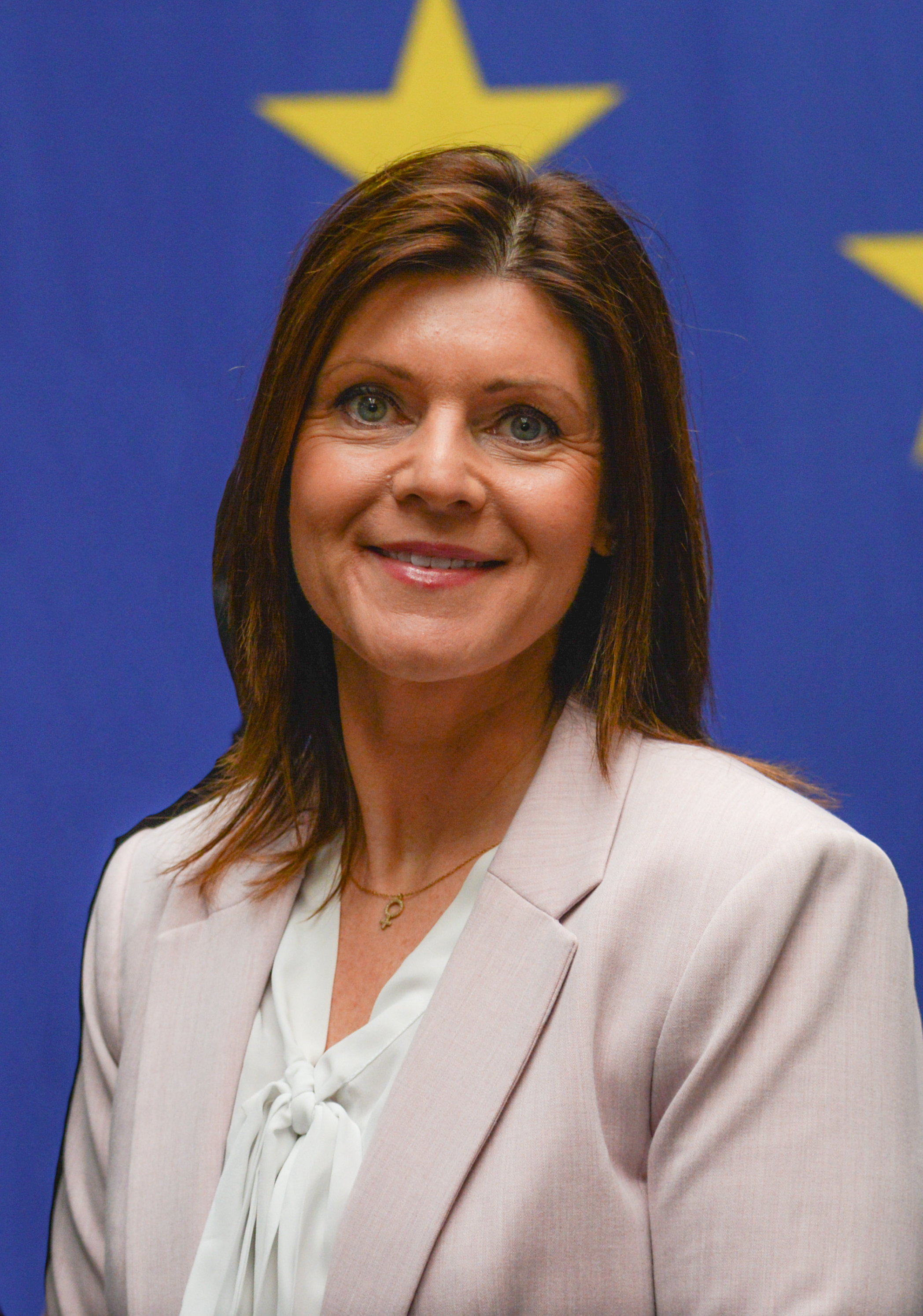
Eva Nordmark, 2019

Eva Nordmark (* 1971 in Luleå) ist eine schwedische Gewerkschafterin und Politikerin der Socialdemokraterna. Von September 2019 bis Oktober 2022 war sie die Arbeitsministerin ihres Landes.

## Leben
Nordmark studierte von 1992 bis 1994 Staatswissenschaft an der Technischen Universität Luleå. Sie war von 1995 bis 1998 Mitglied im schwedischen Parlament, dem Reichstag. Dort war sie als Ersatzabgeordnete tätig. Anschließend war sie bis 2011 bei der Gewerkschaft der Gemeindemitarbeiter Sveriges kommunaltjänstemannaförbund in Luleå tätig. Von 2011 bis 2019 war sie Vorsitzende des schwedischen Gewerkschaftsdachverbands für Angestellte, der Tjänstemännens Centralorganisation (TCO). Bereits von 2001 bis 2004 stand sie dem Verband in der Region Norrbotten vor.
Am 10. September 2019 wurde sie zur Arbeitsmarktministerin in der Regierung Löfven II ernannt. Sie ist dabei für den Arbeitsmarkt, Arbeitsrecht und Arbeitsumfeld sowie die Integration von Einwanderern zuständig. Den Posten behielt sie auch in der im Juli 2021 neu gebildeten Regierung Löfven III. Am 30. November 2021 erhielt sie in der Regierung Andersson erneut dieses Ministeramt. Ihre Amtszeit endete mit dem Abtritt der Regierung Andersson am 18. Oktober 2022 nach der Parlamentswahl 2022.
Nordmark ist verheiratet und hat zwei Kinder.